# Oecetis vidhyadara
Oecetis vidhyadara är en nattsländeart som beskrevs av Schmid 1995. Oecetis vidhyadara ingår i släktet Oecetis och familjen långhornssländor. Inga underarter finns listade i Catalogue of Life.